# I cannibali (film 1970)
I cannibali è un film del 1970, diretto da Liliana Cavani, liberamente ispirato all'Antigone di Sofocle, riambientando la vicenda in un imprecisato prossimo futuro distopico.
È stato presentato nella Quinzaine des Réalisateurs al 23º Festival di Cannes.

## Trama
Le strade di una grande città sono disseminate di cadaveri. È il risultato della repressione di una contestazione domata dalla polizia. Un decreto di legge vieta la rimozione dei corpi, pena la morte, per ordine supremo del regime totalitario. La gente passa con indifferenza di fronte al macabro scenario. Solamente Antigone vuole seppellire il fratello, ma in questo suo desiderio non trova aiuto né da parte della famiglia, né da parte del fidanzato, figlio del primo ministro. Trova aiuto in un misterioso straniero che parla una lingua sconosciuta, Tiresia, un giovane di misteriosa provenienza. I due giovani si dedicano al seppellimento dei morti e per questo sono arrestati e torturati; in un primo momento riescono a fuggire ma poi sono uccisi dalla polizia. Tuttavia, diventano un simbolo per tanti giovani che, da quel momento, iniziano a raccogliere i cadaveri dei ribelli per seppellirli.

## Produzione

### Cast
Liliana Cavani ha raccontato che poco prima di cominciare la lavorazione della pellicola, Pierre Clémenti era ancora ricoverato in una nota clinica nei dintorni di Roma, per disintossicarsi dalle conseguenze del suo abuso di droghe; qui la regista e la sua aiuto Paola Tallarigo si recarono a prenderlo il sabato precedente all'inizio delle riprese. La cineasta rammenta di come l'attore li accolse, salutandole a braccia aperte, e mostrando così le mani completamente fasciate, conseguenza delle ferite riportate rompendo i vetri di una finestra due giorni prima, come atto di rabbia nei confronti del personale medico che gli aveva negato il permesso di uscire.
Nel cast tecnico figura come assistente il futuro regista Gianni Amelio.
Secondo alcune fonti, alla realizzazione del film prese parte come comparsa, nel ruolo di un poliziotto, Pietro Valpreda, che circa sei mesi dopo sarebbe stato coinvolto nell'inchiesta sulla Strage di Piazza Fontana.

## Accoglienza e critica
(Fantafilm)
Matt Levine, Joyless Creatures, 14/1/2014 (in occasione dell'uscita del Blu-ray/DVD):
Con i suoi assiomi politici “datati” e il tono serioso e dimostrativo, I cannibali genera irritazione quanto introspezione, ma se non riesce completamente, non è mai meno che un affascinante insuccesso. Per lo meno, è una testimonianza fulminea dei disordini civili della fine degli anni '60 nell'Europa occidentale, un periodo da cui potremmo maggiormente trarre un senso di fermezza politica esemplare. Cavani sottolinea anche in modo intelligente la performatività nella rivolta politica, arrivando a postulare la ribellione come una forma di performance art.
Il film di Cavani ha inoltre un aspetto incredibile: inondato di rossi brillantemente luminosi e neri e grigi profondi e scintillanti, I cannibali utilizza la precisa fotografia di Giulio Albonico per presentare una Milano disorientante, in qualche modo in bilico tra l'elegante e moderno industrialismo e un'affascinante atemporalità.»
Gianni Rondolino, nel Catalogo Bolaffi del cinema italiano 1966/1975:
Pietro Pintus su Storia e film. Trent'anni di cinema italiano (1945-1975), Bulzoni Editore, 1980 
Paolo Mereghetti:
«... il simbolismo si dimostra forzato e meccanico... metafora troppo scoperta. Musica straripante di Ennio Morricone.» *

## Colonna sonora
Il commento musicale è opera di Ennio Morricone.
Nella colonna sonora figurano però anche tre brani cantati: Song Of Life e Cannibal (entrambe composte da Morricone e Nohra), eseguite dall'attore e cantante Don Powell e da I Cantori Moderni di Alessandroni, e Vorrei trovare un mondo (Gino Paoli) cantata da Dania.
All'epoca della prima visione della pellicola, i brani eseguiti da Don Powell furono pubblicati in versione breve su un 45 giri, circa un anno dopo furono inclusi in un EP, realizzato in poche copie.
Durante il montaggio della pellicola, il regista Gillo Pontecorvo capitò nello studio mentre veniva montata una scena di massa, e rimase impressionato dal brano composto dal maestro Morricone al punto di sottrarre furtivamente la bobina di nastro magnetico per utilizzarla in una scena del film "Queimada" che stava montando in uno studio adiacente. Il fatto sfociò in una lite tra i due registi, che venne risolta quando Morricone acconsentì all'uso dello stesso brano in entrambi i film.
Nel 1982 la casa discografica statunitense Cerberus Records ripubblicò le canzoni in versione estesa con sei tracce strumentali aggiuntive, sul primo lato di un LP, che comprendeva sul lato b alcuni estratti dalla colonna sonora di La banda J. & S. (anch'essa opera di Morricone); circa dieci anni dopo la CAM Soundtrack Encyclopedia realizzò per la prima volta un CD, che includeva esclusivamente il materiale sulla prima facciata del vinile precedente.
L'edizione digitale ha costituito la base per quella uscita nel 2009 ad opera dell'etichetta Digitmovies, che raccoglie l'intero commento musicale, con l'eccezione del brano Vorrei trovare un mondo, e tracce inedite, incise all'epoca ma scartate in fase di montaggio.
La versione completa della colonna sonora, limitata a 500 copie in doppio vinile, è stata rilasciata da Spikerot Records nel 2019.